# Wes Bentley
Wesley Cook „Wes” Bentley (Jonesboro, Arkansas, 1978. szeptember 4. –) amerikai színész.
Leginkább nagy kasszasikert elérő alkotásokból, illetve független filmekből ismert.

## Fiatalkora
Az Arkansas állambeli Jonesboróban született. Az állam fővárosában, Little Rockban nevelkedett, Cherie Baker és David Bentley harmadik fiúgyermekeként.
1996-ban érettségizett a sherwoodi Sylvan Hills High Schoolban. 1996-ban a New York-i Juilliard Schoolban kezdett tanulni, azonban egy év után elhagyta az iskolapadot, hogy színészi karrierjére koncentrálhasson.

## Pályafutása
Egyik legismertebb filmes szerepe Ricky Fitts az Amerikai szépség (1999) című filmben, amelyért BAFTA-díjra jelölték legjobb férfi mellékszereplő kategóriában.
Alakításai közül kiemelendő továbbá Blackheart A szellemlovas (2007), Thomas a P2 – A rettegés új szintje (2007), Seneca Crane Az éhezők viadala (2012), valamint Doyle a Csillagok között című filmekben. A 2009-ben megjelent My Big Break című dokumentumfilm egyik főszereplője volt, amely az Amerikai szépség után szerzett népszerűségét, és az ezzel járó következményeket mutatja be. 2010-ben szerepet kapott David Ives Venus in Fur című Off-Broadway darabjában.
2014-től kezdve szerepel az FX csatorna Amerikai Horror Story című antológiasorozatában. A sorozat negyedik, Rémségek cirkusza című évadjában Edward Mordrake-t alakította. 2015-ben a Hotel alcímen futott 5. évadban John Lowe nyomozóként tért vissza, amelyért Critics's Choice Television Award-díjra jelölték. A Roanoke című hatodik évadban a színész Dylant játszotta.

## Filmográfia

### Film
| Év   | Magyar cím                     | Eredeti cím                   | Szerep                                       | Magyar hang     |
| ---- | ------------------------------ | ----------------------------- | -------------------------------------------- | --------------- |
| 1995 |                                | Serendipity Lane (rövidfilm)  | Lonnie                                       |                 |
| 1998 |                                | Three Below Zero              | Julian Flincher                              |                 |
| 1998 | Rabszolgalelkek                | Beloved                       | tanár unokaöccse                             |                 |
| 1999 | Amerikai szépség               | American Beauty               | Ricky Fitts                                  | Crespo Rodrigo  |
| 1999 | Álarcos komédia                | The White River Kid           | Kölyök                                       | Seder Gábor     |
| 2000 | Aranybánya                     | The Claim                     | Donald Daglish                               |                 |
| 2001 |                                | Carving Out Our Name          | önmaga                                       |                 |
| 2001 |                                | Soul Survivors                | Matt                                         |                 |
| 2002 | A gyávaság tollai              | The Four Feathers             | Jack Durrance                                | Nagy Ervin      |
| 2005 | A foci hőskora                 | The Game of Their Lives       | Walter Bahr                                  | Rajkai Zoltán   |
| 2007 |                                | Weirdsville                   | Royce                                        |                 |
| 2007 | A szellemlovas                 | Ghost Rider                   | Feketeszív / Legion                          | Dolmány Attila  |
| 2007 | A tökéletes tanú               | The Ungodly                   | Mickey Gravatski                             |                 |
| 2007 | P2 – A rettegés új szintje     | P2                            | Thomas                                       | Széles Tamás    |
| 2008 |                                | The Last Word                 | Evan                                         |                 |
| 2008 |                                | Ligeia                        | Jonathan                                     |                 |
| 2009 | Dolan és a Cadillac            | Dolan's Cadillac              | Robinson                                     | Simon Kornél    |
| 2009 |                                | The Greims (rövidfilm)        | Donnie Greims                                |                 |
| 2010 | Jonah Hex                      | Jonah Hex                     | Adleman Lusk                                 |                 |
| 2011 |                                | Rites of Passage              | Benny                                        |                 |
| 2011 |                                | There Be Dragons              | Manolo Torres                                |                 |
| 2012 | Hirokin – Az utolsó szamuráj   | Hirokin                       | Hirokin                                      | Papp Dániel     |
| 2012 | Underworld: Az ébredés         | Underworld: Awakening         | Dr. Edward Vronski (stáblistán nem szerepel) | Makranczi Zalán |
| 2012 | Elveszett                      | Gone                          | Peter Hood                                   | Varju Kálmán    |
| 2012 | Az éhezők viadala              | The Hunger Games              | Seneca Crane                                 | Makranczi Zalán |
| 2012 |                                | Stars in Shorts               | férfi (After School Special-szegmens)        |                 |
| 2012 |                                | The Time Being                | Daniel                                       |                 |
| 2012 |                                | Hidden Moon                   | Victor Brighton                              |                 |
| 2013 |                                | Lovelace                      | Thomas                                       |                 |
| 2013 | Halálos mélység                | Pioneer                       | Mike                                         |                 |
| 2013 |                                | Cesar Chavez                  | Jerry Cohen                                  |                 |
| 2014 |                                | After the Fall                | Bill Scanlon                                 |                 |
| 2014 | Jobb angyalok                  | The Better Angels             | Mr. Crawford                                 |                 |
| 2014 | Csillagok között               | Interstellar                  | Doyle                                        | Makranczi Zalán |
| 2014 | Üdv a világomban!              | Welcome to Me                 | Gabe                                         | Simon Kornél    |
| 2014 |                                | Final Girl                    | William                                      |                 |
| 2015 | Kupák lovagja                  | Knight of Cups                | Barry                                        | Welker Gábor    |
| 2015 | Miénk a világ                  | We Are Your Friends           | James                                        | Varga Gábor     |
| 2015 |                                | Amnesiac                      | férfi                                        |                 |
| 2016 | Elliott, a sárkány             | Pete's Dragon                 | Jack                                         | Makranczi Zalán |
| 2016 |                                | Broken Vows                   | Patrick                                      |                 |
| 2018 | Mission: Impossible – Utóhatás | Mission: Impossible - Fallout | Patrick                                      | Rajkai Zoltán   |
| 2019 | Ellenségek legjobbika          | The Best of Enemies           | Floyd Kelly                                  | Varga Gábor     |

### Televízió
| Év        | Magyar cím                               | Eredeti cím                       | Szerep                        | Megjegyzések          |
| --------- | ---------------------------------------- | --------------------------------- | ----------------------------- | --------------------- |
| 2011      |                                          | Tilda                             | ismeretlen szerep             | tévéfilm              |
| 2014      |                                          | Open                              | Evan Foster                   | eladatlan próbaepizód |
| 2014–2015 | Amerikai Horror Story: Rémségek cirkusza | American Horror Story: Freak Show | Edward Mordrake               | 3 epizód              |
| 2015–2016 | Amerikai Horror Story: Hotel             | American Horror Story: Hotel      | John Lowe                     | 11 epizód             |
| 2016      | Amerikai Horror Story: Roanoke           | American Horror Story: Roanoke    | Ambrose White                 | 5 epizód              |
| 2016      | Amerikai Horror Story: Roanoke           | American Horror Story: Roanoke    | Dylan                         | 3 epizód              |
| 2018–2024 | Yellowstone                              | Yellowstone                       | Jamie Dutton                  | főszereplő            |
| 2021–2022 |                                          | Blade Runner: Black Lotus         | Niander Wallace, Jr. (hangja) | 13 epizód             |

## Színpad
| Év   | Cím          | Szerep | Megjegyzések                 |
| ---- | ------------ | ------ | ---------------------------- |
| 2010 | Venus in Fur | Thomas | East 13th Street/CSC Theatre |

## Fordítás
- Ez a szócikk részben vagy egészben  a   Wes Bentley című angol Wikipédia-szócikk fordításán alapul.  Az eredeti cikk szerkesztőit annak laptörténete sorolja fel. Ez a jelzés csupán a megfogalmazás eredetét és a szerzői jogokat jelzi, nem szolgál a cikkben szereplő információk forrásmegjelöléseként.